# Shelar
Shelar là một thị trấn thống kê (census town) của quận Thane thuộc bang Maharashtra, Ấn Độ.

## Nhân khẩu
Theo điều tra dân số năm 2001 của Ấn Độ, Shelar có dân số 10.615 người. Phái nam chiếm 62% tổng số dân và phái nữ chiếm 38%. Shelar có tỷ lệ 64% biết đọc biết viết, cao hơn tỷ lệ trung bình toàn quốc là 59,5%: tỷ lệ cho phái nam là 73%, và tỷ lệ cho phái nữ là 49%. Tại Shelar, 16% dân số nhỏ hơn 6 tuổi.